# Bert Jordan
Bert Jordan (* 5. Mai 1887 in Liverpool als Albert Adrian Jordan; † 10. September 1983 in Los Angeles, Kalifornien) war ein britisch-US-amerikanischer Filmeditor.

## Leben und Karriere
Der gebürtige Engländer Bert Jordan arbeitete spätestens seit den frühen 1930er-Jahren in den Filmstudios von Hal Roach als Filmeditor. In dieser Funktion war er bei vielen Kurz- und Langfilmen von Laurel und Hardy für den Schnitt verantwortlich, von denen einige zu den qualitativ besten des Komikerduos gerechnet werden. Auch bei sieben Kurzfilmen der Kleinen Strolche war Jordan als Editor tätig.
Nachdem Laurel und Hardy die Roach Studios verlassen hatten, arbeitete Jordan in den 1940er-Jahren an einigen B-Movies für Roach, ehe er gegen Ende seiner Karriere bei dem neuen Medium Fernsehen beschäftigt war. 1962 zog er sich nach seiner Arbeit an der Fernsehserie The Real McCoys aus dem Filmgeschäft zurück.
Bert Jordan starb 1983 im Alter von 96 Jahren in Los Angeles.

## Filmografie (Auswahl)
- 1932: Im Krankenhaus (County Hospital)
- 1932: Gelächter in der Nacht (Scram!)
- 1933: Twice Two
- 1933: Dick und Doof als Polizisten (The Midnight Patrol)
- 1933: The Kid from Borneo
- 1933: Die Wüstensöhne (Sons of the Desert)
- 1933: Hände hoch – oder nicht (The Devil's Brother)
- 1933: Als Mitgiftjäger (Me and My Pal)
- 1933: Männer im Schornstein (Dirty Work)
- 1933: Am Rande der Kreissäge (Busy Bodies)
- 1934: Rache ist süß (Babes in Toyland)
- 1934: Der große Fang (Going Bye-Bye)
- 1934: Oliver the Eighth
- 1934: Jene fernen Berge (Them Thar Hills)
- 1934: Mama’s Little Pirate
- 1935: Wir sind vom schottischen Infanterie-Regiment (Bonnie Scotland)
- 1935: Our Gang Follies of 1936
- 1935: Die besudelte Ehre (Tit for Tat)
- 1935: The Fixer Uppers
- 1936: Das Mädel aus dem Böhmerwald (The Bohemian Girl)
- 1936: Die Doppelgänger (Our Relations)
- 1937: Zwei ritten nach Texas (Way Out West)
- 1937: Als Salontiroler (Swiss Miss)
- 1937: Hearts Are Thumps
- 1938: Die Klotzköpfe (Blockheads)
- 1939: Zenobia, der Jahrmarktselefant (Zenobia)
- 1939: Von Mäusen und Menschen (Of Mice and Men)
- 1940: In Oxford (A Chump at Oxford)
- 1940: Die Dame ist der Gatte (Turnabout)
- 1941: All-American Co-Ed
- 1942: The Devil with Hitler
- 1943: That Nazty Nuisance
- 1947: The Hal Roach Comedy Carnival
- 1950: Der Henker saß am Tisch (711 Ocean Drive)
- 1952–1955: My Little Margie (Fernsehserie, 36 Folgen)
- 1956–1959: The Gale Storm Show: Oh! Susanna (Fernsehserie, 12 Folgen)
- 1959–1962: The Real McCoys (Fernsehserie, 44 Folgen)